# Tîșkivka, Dobrovelîcikivka
Tîșkivka (în ucraineană Тишківка) este localitatea de reședință a comunei Tîșkivka din raionul Dobrovelîcikivka, regiunea Kirovohrad, Ucraina.

## Demografie
Componența lingvistică a localității Tîșkivka
     Ucraineană (96,51%)
     Rusă (2,43%)
     Alte limbi (0,77%)
Conform recensământului din 2001, majoritatea populației localității Tîșkivka era vorbitoare de ucraineană (96,51%), existând în minoritate și vorbitori de rusă (2,43%).